# Hesperomannia arborescens
The Lanai Hesperomannia (Hesperomannia arborescens) là một loài thực vật có hoa thuộc họ Asteraceae.
Nó chỉ được tìm thấy ở Hawaii.
Nó bị đe dọa do mất môi trường sống.